# Avenida Lexington
A Avenida Lexington (também chamada de Lexington Avenue, ou muitas vezes coloquialmente abreviada pelos nova-iorquinos como "Lex") é uma avenida na zona leste de Manhattan, na cidade de Nova York, que leva para o sul. A via tem um sentido único de tráfego desde a rua 131 leste até o Gramercy Park com a rua 21. Ao longo dos seus 8.9 km de extensão, a Avenida Lexington atravessa o Harlem, Carnegie Hill, o Upper East Side, e o Murray Hill até seu ponto de origem, centrado no Gramercy Park. Depois do parque, entre a rua 20 e a rua 14 leste, o nome muda para Irving Place, onde está localizada a casa de shows Irving Plaza.

## História

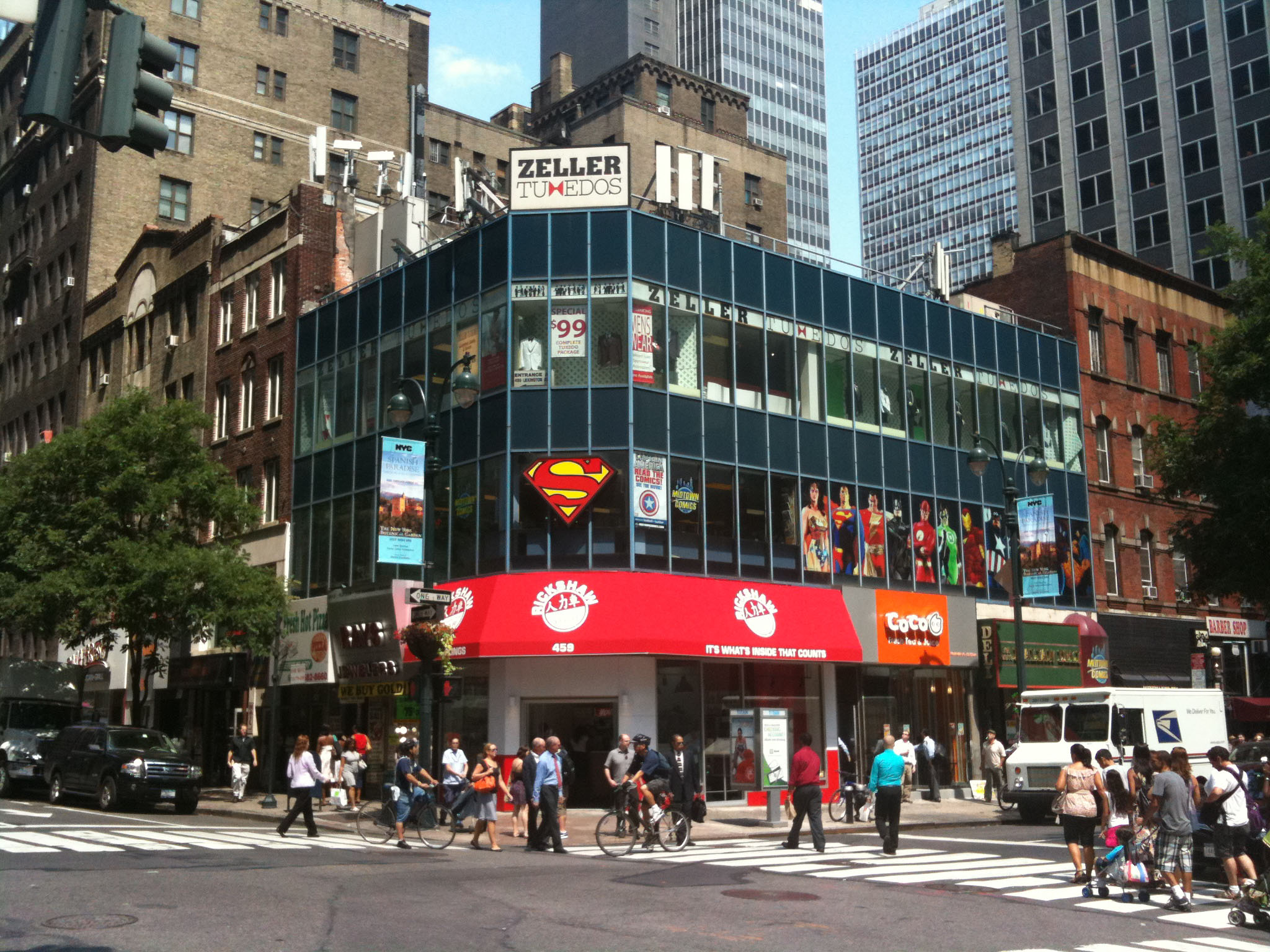
Avenida Lexington com a rua 45

Tanto a Avenida Lexington quanto a Irving Place surgiram em 1832, quando Samuel Ruggles, um advogado e promotor imobiliário, pediu a Assembléia Legislativa do Estado de Nova York para aprovar a criação de uma nova rota norte/sul entre a Terceira Avenida e a Quarta que já existiam. Ruggles tinha comprado terras na área, e estava planejando com a comunidade a construção de moradias em torno de um parque com estacionamento privado, que ele chamou de Gramercy Park. Ele também estava desenvolvendo o entorno do Union Square, e queria uma nova via para melhorar o valor do local.
Em 1899, Lexington foi palco da primeira prisão em Nova York por excesso de velocidade, quando um policial de bicicleta parou um taxista alemão chamado Jacob, que estava correndo pela avenida na velocidade "irresponsável" de 19 km/h. A parte da avenida acima rua 42 teve que ser reconstruída ao mesmo tempo que uma linha do metrô de Nova York fora instalada no local. A rua alargada e a linha de metrô foram inaugurados em 17 de julho de 1918. 
Paralelo a Lexington Avenue fica a Park Avenue ao seu oeste e a Terceira Avenida ao leste. A avenida é em grande parte comercial, com muitos prédios de escritórios. Há conjuntos de hotéis entre a rua 30 e a rua 49, e prédios de apartamentos mais ao norte. A Avenida Lexington tem apenas um sentido de trânsito (downtown) desde o dia 17 de julho de 1960. Em 18 de julho de 2007 ocorreu uma explosão de vapor quente que resulou em uma morte e mais de 40 feridos.

## Na cultura popular
A Avenida Lexington quase se tornou famosa por uma cena clássica do cinema em 1955. No filme O Pecado Mora ao Lado, a atriz Marilyn Monroe vive um de seus momentos mais marcantes quando aparece em frente ao teatro Lexington Loew com a saia do seu vestido voando em ondas, devido ao vento causado pela passagem do metrô através das grades de ventilação da rua onde ela estava. No entanto a tomada gravada na Lexington com a rua 51 acabou sendo considerada inadequada por causa do grande barulho causado por milhares de pessoas presentes no local, acabando por ser refilmada em estúdio.